# Rebecca Harms

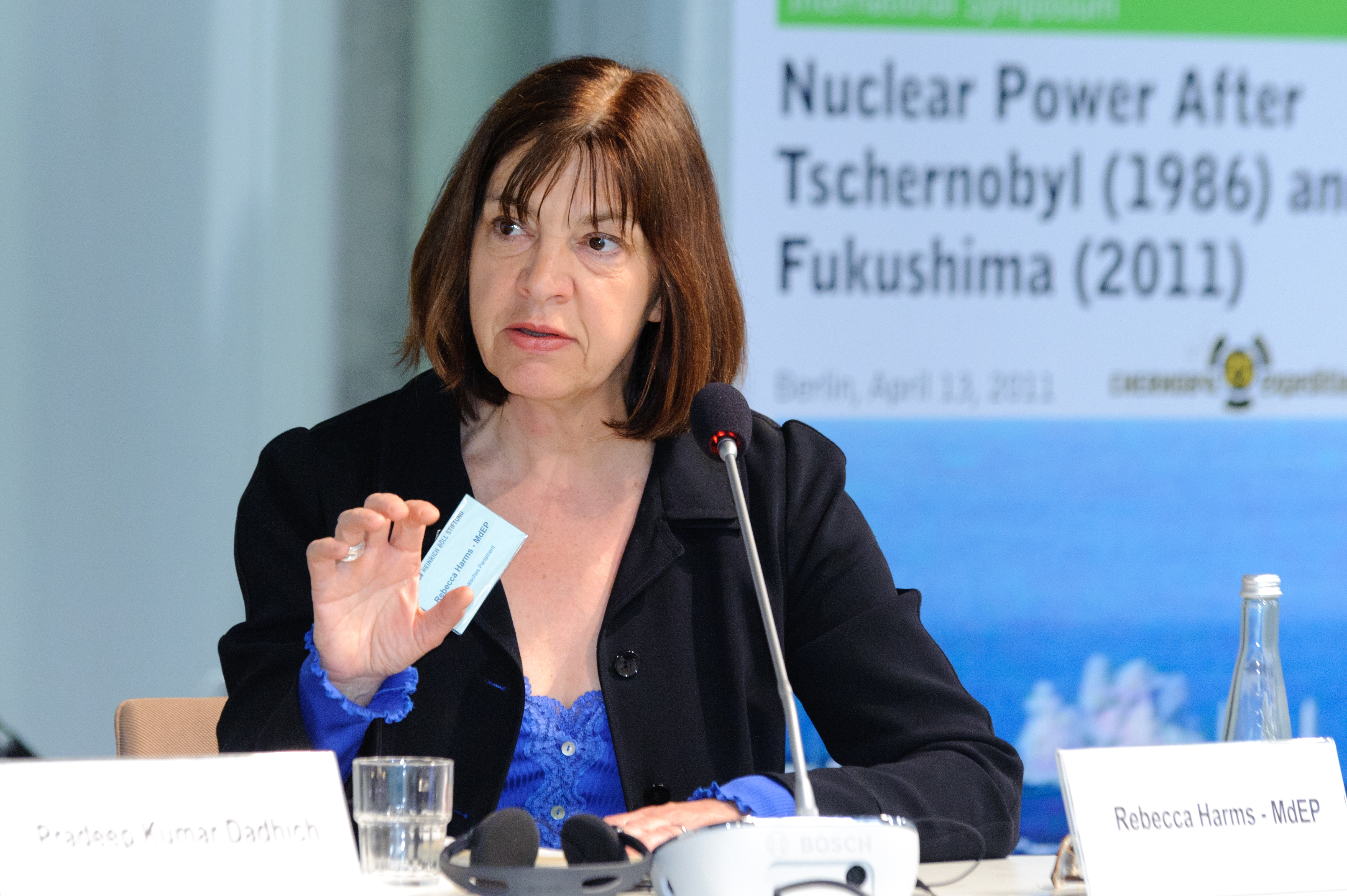
Rebecca Harms (2011)

Rebecca Harms este un om politic german, membru al Parlamentului European în perioada 2004-2009 din partea Germaniei.
1. ↑  „Rebecca Harms”, Internet Movie Database, accesat în 13 august 2015
2. ↑  Rebecca Harms, Munzinger Personen, accesat în 9 octombrie 2017
3. ↑  Deputații în Parlamentul European